# Daniele Masala
Daniele Masala, född den 12 februari 1955 i Rom, Italien, är en italiensk idrottare inom modern femkamp.
Han tog OS-guld i lagtävlingen och dessutom OS-guld i den individuella tävlingen i samband med de olympiska tävlingarna i modern femkamp 1984 i Los Angeles.
Därefter tog Masala OS-silver i lagtävlingen i samband med de olympiska tävlingarna i modern femkamp 1988 i Seoul.